# Alfredo de Oro

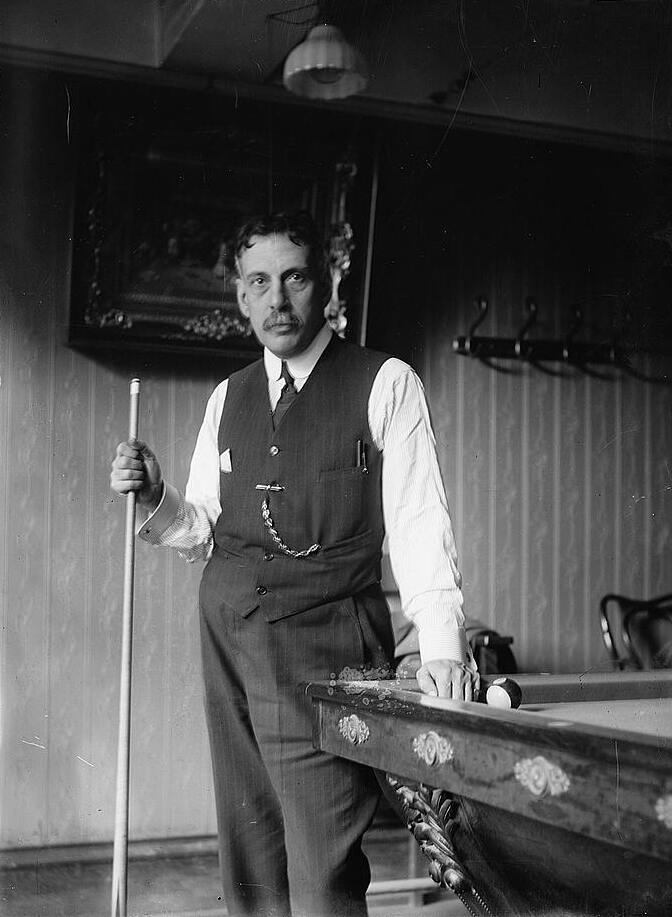
Alfredo de Oro (1912)

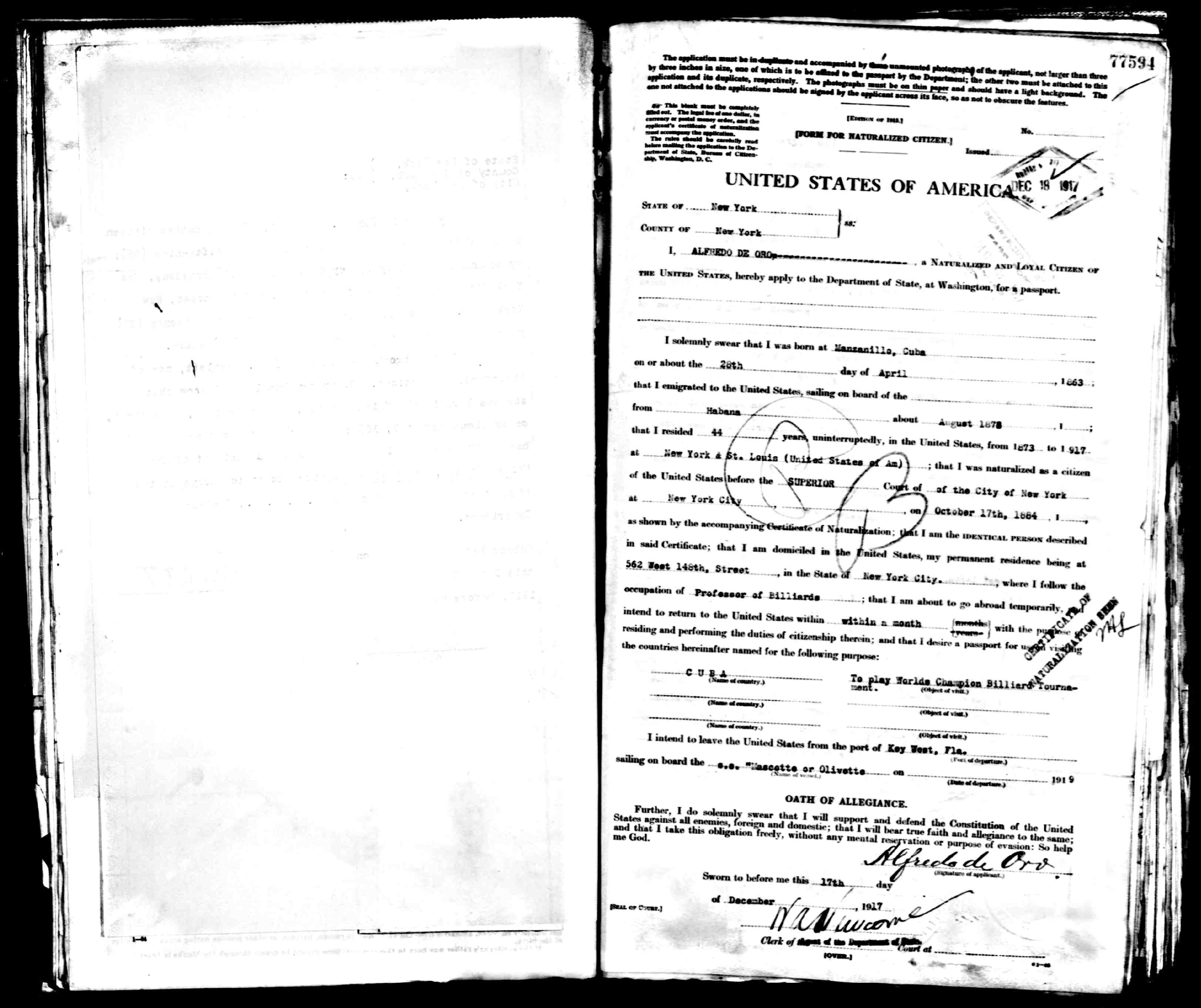
De Oros Passantrag für die USA (1917)

Alfredo de Oro (* 28. April 1863 in Manzanillo; † 22. oder 23. April 1948) war ein professioneller kubanischer Karambolage- und Poolspieler, der mehrere Weltmeisterschaften gleichzeitig in beiden Disziplinen errang. Als einer der wenigen Nicht-US-Amerikaner wurde er posthum 1967 in die Hall of Fame des Billiard Congress of America aufgenommen. Im Billiards Digest 50 Greatest Players of the Century wird er als die Nummer 4 geführt.

## Biografie
Seinen ersten öffentlichen Auftritt als Professioneller hatte de Oro bei der vierten US National 15-Ball Championship im Februar 1887 in New York City. Von 1887 bis 1908 verlor er nur ein Spiel von über 40 Matches in 14.1 endlos, wobei er dabei elf Mal die Weltmeisterschaft gewann. 1893 bezwang er in einer Schaupartie in New York City den früheren English-Billiards-Weltmeister John Roberts Sr. mit 1.000:927. Ein Jahr darauf gewann er das Havana International Turnier. Im November 1910 gewann er die Weltmeisterschaft im 14.1 endlos in New York gegen Jerome Keogh mit einer Höchstserie von 81. Im gleichen Jahr konnte de Oro auch dreimal die Dreiband-Championships in den USA gewinnen. In Philadelphia verlor er 1912 im Poolbillard gegen James Maturo aus Denver mit 150:136. 1914 wurde er bei den Nationalen Dreiband-Meisterschaften von Charles R. Morin geschlagen.
Privates
Sein Sohn Alfredo de Oro war Amateurspieler; er schaffte es bei den National Association of Amateur Billiard Players-Championships 1931 bis ins Finale, wo er von Edward Lee besiegt wurde.

## Erfolge
- 15-Ball-Meisterschaften:[8] Mai 1887, Februar 1888.
- Continious Pool-Meisterschaften:[8] 1889 (Juni), 1890 (April), 1891 (Mai), 1892 (März), 1893 (März), 1893 (Juni), 1896 (Mai), 1896 (Juni), 1898 (Dezember), 1899 (Januar), 1899 (April), 1899 (Dezember), 1900 (April), 1901 (April), 1904 (November), 1905 (Januar), 1905 (Mai), 1905 (Oktober), 1908 (Mai), 1908 (Oktober), 1910 (November), 1911 (Januar), 1911 (März), 1911 (April), 1911 (Mai).
- 14.1 endlos[8] 1912 (Juni), 1912 (November), 1913 (Januar), 1913 (Februar)
- Dreiband-Weltmeisterschaft (Pro)[8] 1908, 1910, 1911, 1913 (zurückgewonnener Titel von James Matura), 1914 (schlägt John G. Horgan), 1915 (schlägt George W. Moore), 1917, 1919.